# Tempête tropicale Fay (2020)
Pour les articles homonymes, voir Cyclone tropical Fay.
La tempête tropicale Fay est la sixième tempête tropicale nommée de la saison cyclonique 2020 dans l'Atlantique nord. Elle provient d'une faible dépression des latitudes moyennes qui s'est formée sur le nord du golfe du Mexique le 4 juillet et a lentement dérivé vers l'est avant de traverser le Panhandle de Floride puis à travers le sud-est des États-Unis avant d'émerger au large de la Caroline du Nord le 8 juillet. Le système a ensuite connu des conditions favorables et est devenue une tempête tropicale le 9 juillet. La tempête s'est intensifiée avant de se déplacer vers le nord et de toucher le New Jersey tard le lendemain. Après cela, la tempête a perdu sa convection profonde et a dégénéré en un cyclone post-tropical le 11 juillet avant de fusionner avec un autre système frontal.
Fay était la sixième tempête nommée le plus hâtivement jamais enregistrée dans le bassin lors de sa formation le 9 juillet. Six personnes ont été tuées en s'aventurant dans le courant d'arrachement et les inondations liées à la tempête. Elle a aussi causé des dommages estimés à 400 millions de dollars américains sur la côte est des États-Unis. C'est finalement le premier cyclone tropical dont le centre touche la côte du New Jersey depuis Irene en 2011 (l'ex-ouragan Sandy l'a touché en 2012 comme cyclone post-tropical).

## Évolution météorologique
Le 4 juillet, le NHC a commencé à suivre une zone de nuages et d'averses désorganisés sur l'extrême nord du golfe du Mexique, associée à un creux de surface presque stationnaire. Celui-ci a ensuite atteint le panhandle de Floride, puis traversé la Géorgie et la Caroline du Sud, devenant une faible dépression des latitudes moyennes et donnant des pluies modérées le long de son trajet. En arrivant près de la côte et des eaux chaudes du Gulf Stream le 8 juillet, la probabilité de devenir tropical ou subtropical augmenta et atteignit 80% à 20 h locales.
Le 9 juillet à 21 h UTC, le NHC a finalement émis son premier bulletin concernant la tempête tropicale Fay, située 65 kilomètres à l'est du cap Hatteras et se déplaçant vers le nord à une vitesse de 11 km/h. Fay a ainsi établi le record du sixième système s'étant formé le plus tôt dans l'Atlantique, battant la tempête tropicale Franklin de 2005. Des alertes cycloniques ont été émis pour la côte allant du New Jersey jusqu'au Rhode Island, y compris Long Island (New York). Elles furent allongées vers le sud le lendemain jusqu'au Delaware.
Le 10 juillet à 15 h UTC, Fay atteignit des vents soutenus de 95 km/h à 65 km au sud-sud-est de Cape May (New Jersey) selon le rapport d'un avion de reconnaissance. Les photos satellitaires montraient que l'activité orageuse était surtout au nord et à l'est du centre. Le système a touché la côte près d'Atlantic City (New Jersey) un peu avant 21 h UTC, alors que la pression centrale était de 998 hPa, et commença à faiblir en longeant la côte. La tempête est passée quelques heures plus tard juste à l'ouest de New York en accélérant vers le nord et à 6 h UTC le 11 juillet, Fay est retombé au niveau de dépression tropicale à 80 km au nord de la ville. Le NHC a émis son dernier bulletin à 9 h UTC alors que la dépression est devenue post-tropicale et se dirigeait vers le sud du Québec (Canada) où elle fusionnera avec un autre système frontal.

## Préparatifs
Le NHC a mis en alerte cyclonique la côte entre le Delaware et le Rhode Island, comme mentionné dans la section précédente. Les sauveteurs ont alors restreint la baignade sur trois plages du Delaware en raison de la menace des courants de refoulement. Le rassemblement du président Donald Trump à Portsmouth (New Hampshire) fut retardé en raison de l'arrivée de l'ex-Fay. En effet, il devait se dérouler à l'extérieur pour minimiser la propagation de la pandémie de Covid-19 et les prévisions mentionnaient de fortes pluies et à des rafales de vent.

## Impact

### Précurseur
Avant de devenir un système tropical, le précurseur de Fay a donné 323 mm de pluie en 48 heures à Hunting Island State Park, comté de Beaufort, sur la côte de Caroline du Sud et des gens ont vu 2 trombes marines au large de la Caroline du Nord,. De nombreuses routes en Caroline du Sud ont ainsi été jugées inaccessibles à cause d'inondations tandis qu'une route fut complètement emportée.
Le système a aussi donné de fortes pluies au panhandle de Floride et à la Géorgie le 6 juillet, provoquant des crues soudaines jusqu'à la vallée du fleuve Savannah. Augusta (Géorgie) a enregistré son jour de juillet le plus pluvieux depuis 1887 avec 4,64 pouces (118 mm) d'accumulation,.

### Mid-Atlantic
Au plus fort de la tempête, des vents de 64 km/h avec des rafales de 80 km/h furent enregistrés à Lewes (Delaware). La pluie et la marée ont provoqué des inondations dans le comté de Sussex (Delaware), inondant quelques routes et provoquant une légère érosion des plages. La tempête a aussi provoqué l'inondation de plusieurs rivages du New Jersey et des rues de villes côtières comme à Wildwood, North Wildwood, Sea Isle City et Ocean City. Plus à l'intérieur des terres, dans le comté de Gloucester, jusqu'à 5,28 pouces (134 mm) de pluie furent signalées.
La région de New York a reçu de fortes quantités de pluie et subit de forts vents, inondant plusieurs rues et brisant des arbres, particulièrement à Coney Island. Plusieurs stations du métro de New York ont également été envahies par les eaux. Philadelphie et l'est de la Pennsylvanie ont aussi été affectés par les pluies alors que les accumulations y ont dépassé les 100 mm.
Aucun mort direct mais 5 nageurs se sont noyés ou sont morts d'autres façons après de s'être baignés dans le courant d'arrachement et la mer agitée indirectement lié à Fay : un nageur de 77 ans et un autre de 18 ans à Atlantic City, un jeune de 17 ans à Raritan Bay et un autre de 19 ans à Long Beach, New York, un homme de 64 ans du Massachusetts noyé au large d'une plage de Rhode Island,,. Une sixième victime présumée est un jeune homme de 24 ans qui est disparu d'une plage à Ocean City (New Jersey).
Selon un regroupement d'assureur, les pertes assurées causées par le vent et l'onde de tempête sur la côte est des États-Unis étaient estimées préliminairement à 400 millions $US.